# (7363) Esquibel
(7363) Esquibel es un asteroide perteneciente al cinturón de asteroides, descubierto el 18 de marzo de 1996 por el equipo del Near Earth Asteroid Tracking desde el Observatorio de Haleakala, Hawái, Estados Unidos.

## Designación y nombre
Designado provisionalmente como 1996 FA1. Fue nombrado en honor a Albert Esquibel, quien durante 19 años ha estado activo en la gestión de proyectos y mantenimiento electrónico. Durante los últimos 13 años ha estado con el proyecto GEODSS en los cuatro sitios de la Fuerza Aérea de los EE. UU. Ha trabajado en estrecha colaboración con el Laboratorio de Propulsión a Chorro cuando probaron por primera vez el instrumento NEAT con el sistema de telescopio GEODSS en Maui. Gracias a su diligencia en el sitio, el programa NEAT/GEODSS ha disfrutado de un éxito sin precedentes con su programa autónomo de descubrimiento de NEO.

## Características orbitales
Esquibel está situado a una distancia media del Sol de 2,758 ua, pudiendo alejarse hasta 3,091 ua y acercarse hasta 2,426 ua. Su excentricidad es 0,121 y la inclinación orbital 8,939 grados. Emplea 1673,25 días en completar una órbita alrededor del Sol.
Pertenece a la familia de asteroides de (93) Minerva.

## Características físicas
La magnitud absoluta de Esquibel es 12,87. Tiene 8,271 km de diámetro y su albedo se estima en 0,215.